# サザンクロス FM Sound Navigater
サザンクロス FM Sound Navigater（サザンクロス エフエム サウンドナビゲーター）は、エフエム香川で放送されていたラジオ番組。

## 概要
- F1をテーマに、音楽を交えてストーリーを紹介するミニ番組。

## 放送時間
- 日曜日　18:30-18:40